# Pierre Bec
Pierre Bec (Pèire Bèc em ocitano), nascido em Paris em 1921, morto em Poitiers em 2014 é um linguista, filólogo e poeta, especializado no estudo das línguas românicas e em particular do ocitano. Foi também um dos fundadores do Institut d'Estudis Occitans (IEO), do qual foi presidente desde o 1962.

## Biografia
De origem gascão, Bec passou a infância na região francesa de Cominges, onde aprendeu o ocitano. Sem ter ainda completado os estudos secundários, começa a trabalhar como intérprete para os refugiados da guerra civil espanhola. Ao princípio da Segunda Guerra Mundial é deportado a Alemanha, de onde volta no 1945 para se licenciar em língua alemã e italiana. Doutorou-se em Paris no 1959.
Publicou a sua tese Les Interférences linguistiques entre gascon et languedocien dans les parlers du Comminges et du Couserans em 1968 e depois um livro de divulgação importante pela filologia e dialectologia ocitana: Manuel pratique d'occitan moderne em 1973.
É o primeiro linguista que fez um trabalho científico para padronizar o ocitano sobre bases racionais (occitan larg), ao começo dos anos 1970.
Depois duns anos de docência na capital francesa, transladou-se a Poitiers, onde ensinou na  universidade até sua aposentação em 1989.
Atualmente é professor honorário da universidade de Poitiers e diretor adjunto do Centre d'Études Supérieures de Civilisation Médiévale, também de Poitiers. É considerado um dos principais especialistas na dialectologia ocitana e na literatura ocitana medieval. Foi ativo também na ação política ocitanista, na investigação filológica e na criação literária, escrevendo poemas, contos e novelas, em língua ocitana. Colaborou com publicações como Cahiers de Civilisation Médiévale , Revue de Linguistique Romane, Estudis Romànics, 'Òc, etc.

## Obra
Bec é considerado um dos mais reputados especialistas em língua e literatura ocitanas. Sua obra La langue occitane, aparecida na coleção francesa Que sais-je?, contribuiu amplamente a dar a conhecer em toda a França a realidade linguística do "Midi", o Sul do país. Seu manual Manuel pratique de Philologie Romane, é uma obra de referência nos estudos de Linguística românica e Filologia Românica.

### Ocitano e catalão
Linguistas como Wilhelm Meyer-Lübke ou Loís Alibèrt já tinham demonstrado que a relação entre o ocitano e o catalão é muito mais forte do que a  pertenência dessas línguas a grupos fundados mais sobre os "Estados-nações" que sobre a realidade linguística, como o galo-românico ou o ibero-românico.
Seguindo nos seus passos, Pierre Bec e outros linguistas ocitanos, como  Domergue Sumien, propuseram classificações supra-dialectales do conjunto ocitano-românico.

### Reto-cisalpino
Analogamente, no campo dos estudos do italiano do Norte, no mesmo manual , Bec afirma que tivera que existir algum tipo de unidade diacrônica entre as línguas reto-românicas (ou seja, romanche, friuliano e ladino) e o grupo do Italiano do Norte - (lombardo, nas variantes "ocidental"  e "oriental", piemontês, vêneto, emiliano-romanholo e liguriano) moderno . Nesse sentido, Bec pode ser considerado um precursor do linguista australiano Geoffrey Hull.

### Ocitano padrão
Bec é conhecido também por seu trabalho sobre o ocitano padrão, denominado também  ocitano amplo (occitan larg) ou ocitano de referência. Essa variedade padrão da língua desenvolveu-se dentro do marco da norma clássica do ocitano a partir dos anos 1970 e hoje o projeto é bastante adiantado. Esta norma baseia-se sobre a convergência de todos os dialetos do ocitano, reconhece a centralidade do dialeto da Languedoc, mas permite também adaptações regionais (pelos grandes dialetos) que assim ficam convergentes entre elas. As normas regionais se estão ainda elaborando e são mais ou menos adiantadas segundo as regiões.

### Obra em Val d'Aran, Espanha
Em 1982, Bec fez parte com Jacme Taupiac i Miquèu Grosclaude da Comissió de Normalització Lingüística de l'Aranès, uma variedade ocitana falado no Val d'Aran, em Catalunha, que estabeleceu as normas para esta língua reconhecida como co-oficial em 1983  e que seguiam as indicações dadas por o IEO com respeito ao gascão, do qual aranês é um dialeto local.